# Крюс, Терри
Те́рренс А́лан «Те́рри» Крюc (англ. Terrence Alan «Terry» Crews; род. 30 июля 1968, Флинт, Мичиган, США) — американский актёр и бывший игрок американского футбола, широко известен в участии в рекламной кампании Old Spice.

## Ранние годы
Терри Крюc родился в городе Флинт, штат Мичиган. Сначала он учился в Юго-западной академии Флинта, окончив её в 1986 году и получив художественную стипендию, смог продолжить обучение в Interlochen Center for the Arts (Интерлочинский центр искусств), а затем поступил в Университет Западного Мичигана.
Заканчивая своё обучение, Терри Крюc был ключевым игроком футбольной команды WMU, где он заработал множество наград во всех конференциях в качестве защитника. Крюc был выбран командой Лос-Анджелес Рэмс НФЛ в 11-м раунде 1991 NFL Draft. Его карьера продлилась шесть сезонов, он играл за Рэмс, Сан-Диего Чарджерс, Вашингтон Рэдскинз и Филадельфия Иглз.

## Карьера актёра
После ухода из НФЛ в 1997 году, Крюс исполнил одну из ролей в телешоу «Битва Куполов». Он с успехом снялся в комедийных фильмах «Белые цыпочки» и «Ещё одна пятница». Сыграл отца Криса в сериале «Все ненавидят Криса» (2005—2009).
Крюс сыграл вместе с известным комиком Адамом Сендлером в фильмах «Всё или ничего» и «Клик: С пультом по жизни», снялся с Робом Шнайдером в фильме «Скамейка запасных» и исполнил роль президента Камачо в комедии «Идиократия». В 2007 году Крюс работал с комиком Эдди Мерфи в комедии «Уловки Норбита», где сыграл одного из братьев Латимор. Наиболее известен зрителям по роли Хейла Цезаря — пулемётчика команды «Неудержимых», которую он с успехом сыграл в трёх фильмах серии.
Кроме того он принимал участие в съёмках музыкальных клипов: «Blink-182 — Down», где стал полицейским, преследующим преступника, и в видео на песню Джейми Кеннеди «Rollin' with Saget». Так же принял участие в клипах Muse — такие как «Algorithm» и «Pressure». Также известен своей ролью в рекламе серии продуктов «Old Spice» компании «Procter & Gamble».
Он талантливый художник, у него большое портфолио фотореалистичных спортивных картин и эскизов.

## Личная жизнь
В 2014 году Крюс выпустил автобиографию под названием «Мужество: как стать лучшим человеком или просто жить с таким». В книге он рассказал о своей зависимости от порнографии, которая серьёзно повлияла на его брак и жизнь, и которую он смог преодолеть в 2009—2010 годах, после того, как лёг в реабилитационный центр.
10 октября 2017 года, на волне обвинений в сексуальных домогательствах в сторону продюсера Харви Вайнштейна, Крюс рассказал, что в 2016 году один из высокопоставленных мужчин в Голливуде схватил его за промежность, также добавив, что он публично не рассказал об этом ранее, поскольку боялся ответных действий. Позже выяснилось, что мужчиной, о домогательствах со стороны которого рассказал Крюс, является Адам Венит — один из глав компании по поиску талантов «William Morris Endeavor» («WME»).
Крюс был назван одним из «Нарушителей молчания» по версии награды «Человек года» журнала «TIME» в 2017 году. Когда из расследования, проведённого «WME», стало известно, что инцидент был единичным, Венит вернулся к работе после отстранения на один месяц, однако был понижен в должности. В ответ на это Крюс высказался: «Кто-то ушёл от наказания». Крюс подал в суд на Венита и «WME» за сексуальное домогательство. «WME» извинились за инцидент, а также назвали дело «неотложным и серьёзным». В марте 2018 года прокуроры решили не выдвигать обвинения против Венита, отметив, что у произошедшего истёк срок давности, поскольку инцидент имел место в феврале 2016 года, а рассказал о нём Крюс в ноябре 2017. В июне 2018 года Крюс выступил в Сенате США.
Крюс женат на Ребекке Кинг-Крюс и имеет пятерых детей, а также одного внука. Он является христианином.

## Фильмография
Актёрские работы Терри Крюса в кино и на телевидении:
| Год       |    | Русское название                             | Оригинальное название                      | Роль                                            |
| --------- | -- | -------------------------------------------- | ------------------------------------------ | ----------------------------------------------- |
| 1999      | с  | Битва Куполов                                | Battle Dome                                | T-Money                                         |
| 2000      | ф  | Шестой день                                  | The 6th Day                                | Винсент Бенсворт                                |
| 2001      | ф  | Тренировочный день                           | Training Day'                              | Член банды                                      |
| 2002      | ф  | Пятница после следующей                      | Friday After Next                          | Дэймон Пирли                                    |
| 2002      | ф  | Мошенники                                    | Serving Sara                               | Вернон                                          |
| 2002      | с  | Восточный парк                               | The District                               | Аттикус Кинг                                    |
| 2003      | ф  | Избавьте нас от Евы                          | Deliver Us from Eva                        | Большой бармен                                  |
| 2003      | ф  | Мерзавец                                     | BAADASSSSS!                                | Большой Т                                       |
| 2003      | ф  | Платина                                      | Platinum                                   | Детка                                           |
| 2003      | ф  | Разыскиваются в Малибу                       | Malibu’s Most Wanted                       | Эйт Болл                                        |
| 2004      | ф  | Белые цыпочки                                | White Chicks                               | Латрелл Спенсер                                 |
| 2004      | ф  | Убойная парочка: Старски и Хатч              | Starsky & Hutch                            | Портер                                          |
| 2004      | ф  | Улётный транспорт                            | Soul Plane                                 | Вышибала                                        |
| 2004      | с  | Место преступления: Майами                   | CSI: Miami                                 | Крейг Уотерс                                    |
| 2005      | с  | Моя жена и дети                              | My Wife and Kids                           | Дэррил                                          |
| 2005      | ф  | Всё или ничего                               | The Longest Yard                           | Чизбургер Эдди                                  |
| 2005      | с  | Всё наше                                     | All of Us                                  | Паркер                                          |
| 2005      | ф  | Крутые времена                               | Harsh Times                                | Даррелл                                         |
| 2005—2007 | мс | Гетто                                        | The Boondocks                              | Нигга, Чёрный детектив, Дьявол                  |
| 2005—2009 | с  | Все ненавидят Криса                          | Everybody Hates Chris                      | Джулиус                                         |
| 2006      | ф  | Алиби                                        | Alibi                                      | Безумный Эйт                                    |
| 2006      | ф  | За улыбкой                                   | Behind the Smile                           | Большой Джеймс                                  |
| 2006      | ф  | Внутренняя империя                           | Inland Empire                              | Уличная персона № 3                             |
| 2006      | ф  | Идиократия                                   | Idiocracy                                  | Президент Камачо                                |
| 2006      | ф  | Клик: С пультом по жизни                     | Click                                      | Поющий водитель                                 |
| 2006      | ф  | Мозги набекрень                              | Puff, Puff, Pass                           | Колд Краш                                       |
| 2006      | ф  | Скамейка запасных                            | The Benchwarmers                           | Покерный парень № 1                             |
| 2007      | ф  | Как ограбить банк                            | How to Rob a Bank                          | офицер полиции Де Гепс                          |
| 2007      | ф  | Кто твой Кэдди?                              | Who’s Your Caddy?                          | Офицер ДиГепс                                   |
| 2007      | ф  | Уловки Норбита                               | Norbit                                     | Большой Джэк Латимор                            |
| 2007      | ф  | Шары ярости                                  | Balls of Fury                              | Фрэдди                                          |
| 2008      | ф  | Короли улиц                                  | Street Kings                               | Детектив Тэрренс Вашингтон                      |
| 2008      | ф  | Напряги извилины                             | Get Smart                                  | Агент 91                                        |
| 2008      | ф  | Напряги извилины. Брюс и Ллойд: Без тормозов | Get Smart’s Bruce and Lloyd Out of Control | Агент 91                                        |
| 2009      | ф  | Геймер                                       | Gamer                                      | Хакмэн                                          |
| 2009      | ф  | Терминатор: Да придёт спаситель              | Terminator Salvation                       | Капитан Джерико                                 |
| 2009      | ф  | Посредники                                   | Middle Men                                 | Джеймс                                          |
| 2010      | ф  | Неудержимые                                  | The Expendables                            | Хейл Цезарь                                     |
| 2010      | ф  | Лотерейный билет                             | Lottery Ticket                             | Водитель Джимми                                 |
| 2010      | с  | Мы ещё там?                                  | Are We There Yet?                          | Ник Персонс                                     |
| 2011—2014 | мс | Американский папаша                          | American Dad                               | Генрих Браун                                    |
| 2011      | ф  | Девичник в Вегасе                            | Bridesmaids                                | Инструктор лагеря                               |
| 2012      | ки | Неудержимые 2                                | The Expendables 2 Videogame                | Хейл Цезарь                                     |
| 2012      | ф  | Неудержимые 2                                | The Expendables 2                          | Хейл Цезарь                                     |
| 2013      | ф  | Очень страшное кино 5                        | Scary Movie 5                              | Мартин                                          |
| 2013      | мф | Облачно, возможны осадки: Месть ГМО          | Cloudy With a Chance of Meatballs 2        | Эрл Деверо                                      |
| 2013—2021 | с  | Бруклин 9-9                                  | Brooklyn Nine-Nine                         | сержант Терри Джеффордс                         |
| 2013      | ки | Saints Row IV                                | Saints Row IV                              | Бенджамин Кинг                                  |
| 2013      | мс | Совершенный Человек-паук                     | Ultimate Spider-Man                        | Блэйд                                           |
| 2014      | ф  | День драфта                                  | Draft Day                                  | Эрл Дженнингс                                   |
| 2014      | ф  | Смешанные                                    | Blended                                    | Никенс                                          |
| 2014      | ф  | Достань меня, если сможешь                   | Reach Me                                   | Уилсон                                          |
| 2014      | ф  | Неудержимые 3                                | The Expendables 3                          | Хейл Цезарь                                     |
| 2015      | ф  | Нелепая шестёрка                             | The Ridiculous 6                           | Чико Стокберн                                   |
| 2017      | ки | Crackdown 3                                  | Crackdown 3                                | Коммандер Джексон                               |
| 2018      | ф  | Простите за беспокойство                     | Sorry to Bother You                        | Серхио Грин                                     |
| 2018      | ф  | Дэдпул 2                                     | Deadpool 2                                 | Бедлам                                          |
| 2021      | мф | Лига монстров                                | Rumble                                     | Щупостар                                        |
| 2022      | с  | Истории ходячих мертвецов                    | Tales of the Walking Dead                  | Джо / Joe                                       |
| 2023      | ф  | Слай Сталлоне                                | Sly                                        | В роли самого себя, хроника, в титрах не указан |